# Vilela (Póvoa de Lanhoso)
Vilela ist eine Gemeinde im Norden Portugals. Sie gehört zum Kreis Póvoa de Lanhoso im Distrikt Braga, besitzt eine Fläche von 4,6 km² und hat 596 Einwohner (Stand 19. April 2021).